# 2023년 7월
| 2023년: 1월 · 2월 · 3월 · 4월 · 5월 · 6월 · 7월 · 8월 · 9월 · 10월 · 11월 · 12월 |

| \| 2023년 7월 1일 (토요일) \| \| 편집 \| |  |      |
| 정치와 선거 - 군위군의 대구광역시 편입: 법률 제19155호 시행에 따라서, 경상북도 군위군이 대구광역시로 편입되었다. 교통 - 수도권 전철 서해선의 소사역~대곡역 구간이 개통되었다. |  |      |
| 2023년 7월 1일 (토요일) |  | 편집 |

| 2023년 7월 1일 (토요일) |  | 편집 |

| \| 2023년 7월 2일 (일요일) \| \| 편집 \| |  |      |
|                                          |  |      |
| 2023년 7월 2일 (일요일)                  |  | 편집 |

| 2023년 7월 2일 (일요일) |  | 편집 |

| \| 2023년 7월 3일 (월요일) \| \| 편집 \| |  |      |
| 정치와 선거 - 신안경찰서가 개소한다.     |  |      |
| 2023년 7월 3일 (월요일)                  |  | 편집 |

| 2023년 7월 3일 (월요일) |  | 편집 |

| \| 2023년 7월 4일 (화요일) \| \| 편집 \| |  |      |
|                                          |  |      |
| 2023년 7월 4일 (화요일)                  |  | 편집 |

| 2023년 7월 4일 (화요일) |  | 편집 |

| \| 2023년 7월 5일 (수요일) \| \| 편집 \| |  |      |
|                                          |  |      |
| 2023년 7월 5일 (수요일)                  |  | 편집 |

| 2023년 7월 5일 (수요일) |  | 편집 |

| \| 2023년 7월 6일 (목요일) \| \| 편집 \| |  |      |
|                                          |  |      |
| 2023년 7월 6일 (목요일)                  |  | 편집 |

| 2023년 7월 6일 (목요일) |  | 편집 |

| \| 2023년 7월 7일 (금요일) \| \| 편집 \| |  |      |
| 법과 범죄 - 대한민국 유령 아동 전수조사: 감사원은 보건복지부 정기감사에서 2015년부터 2022년까지 8년 간 의료기관 출생 기록은 있지만 행정기관에 신고되지 않은 '유령 영ㆍ유아' 2,236명을 소재 파악했다. |  |      |
| 2023년 7월 7일 (금요일) |  | 편집 |

| 2023년 7월 7일 (금요일) |  | 편집 |

| \| 2023년 7월 8일 (토요일) \| \| 편집 \| |  |      |
|                                          |  |      |
| 2023년 7월 8일 (토요일)                  |  | 편집 |

| 2023년 7월 8일 (토요일) |  | 편집 |

| \| 2023년 7월 9일 (일요일) \| \| 편집 \| |  |      |
|                                          |  |      |
| 2023년 7월 9일 (일요일)                  |  | 편집 |

| 2023년 7월 9일 (일요일) |  | 편집 |

| \| 2023년 7월 10일 (월요일) \| \| 편집 \| |  |      |
|                                           |  |      |
| 2023년 7월 10일 (월요일)                  |  | 편집 |

| 2023년 7월 10일 (월요일) |  | 편집 |

| \| 2023년 7월 11일 (화요일) \| \| 편집 \| |  |      |
|                                           |  |      |
| 2023년 7월 11일 (화요일)                  |  | 편집 |

| 2023년 7월 11일 (화요일) |  | 편집 |

| \| 2023년 7월 12일 (수요일) \| \| 편집 \| |  |      |
| 교육 창원지방법원이 한국국제대학교의 학교법인인 학교법인 일선학원의 파산을 선고하였다. 이에 따라 한국국제대학교는 법원에서 임시 운영이 승인되면 이듬해인 2024년 2월을 끝으로 폐교할 예정이었으나, 이후 법원이 이를 받아들이지 않아 여름 졸업자의 졸업식을 치른뒤 2023년 8월 31일 폐교하게되었다. |  |      |
| 2023년 7월 12일 (수요일) |  | 편집 |

| 2023년 7월 12일 (수요일) |  | 편집 |

| \| 2023년 7월 13일 (목요일) \| \| 편집 \| |  |      |
|                                           |  |      |
| 2023년 7월 13일 (목요일)                  |  | 편집 |

| 2023년 7월 13일 (목요일) |  | 편집 |

| \| 2023년 7월 14일 (금요일) \| \| 편집 \|                                |  |      |
| 경제와 비즈니스 - 미국배우조합(SAG-AFTRA)이 43년 만에 총파업을 시작했다. |  |      |
| 2023년 7월 14일 (금요일)                                                 |  | 편집 |

| 2023년 7월 14일 (금요일) |  | 편집 |

| \| 2023년 7월 15일 (토요일) \| \| 편집 \|                                                         |  |      |
| 사고와 재해 - 충북 청주시 오송읍 궁평2지하차도 침수 사고로 다수의 인명 및 물적 피해가 발생하였다. |  |      |
| 2023년 7월 15일 (토요일)                                                                          |  | 편집 |

| 2023년 7월 15일 (토요일) |  | 편집 |

| \| 2023년 7월 16일 (일요일) \| \| 편집 \| |  |      |
|                                           |  |      |
| 2023년 7월 16일 (일요일)                  |  | 편집 |

| 2023년 7월 16일 (일요일) |  | 편집 |

| \| 2023년 7월 17일 (월요일) \| \| 편집 \| |  |      |
|                                           |  |      |
| 2023년 7월 17일 (월요일)                  |  | 편집 |

| 2023년 7월 17일 (월요일) |  | 편집 |

| \| 2023년 7월 18일 (화요일) \| \| 편집 \| |  |      |
|                                           |  |      |
| 2023년 7월 18일 (화요일)                  |  | 편집 |

| 2023년 7월 18일 (화요일) |  | 편집 |

| \| 2023년 7월 19일 (수요일) \| \| 편집 \| |  |      |
|                                           |  |      |
| 2023년 7월 19일 (수요일)                  |  | 편집 |

| 2023년 7월 19일 (수요일) |  | 편집 |

| \| 2023년 7월 20일 (목요일) \| \| 편집 \| |  |      |
|                                           |  |      |
| 2023년 7월 20일 (목요일)                  |  | 편집 |

| 2023년 7월 20일 (목요일) |  | 편집 |

| \| 2023년 7월 21일 (금요일) \| \| 편집 \| |  |      |
|                                           |  |      |
| 2023년 7월 21일 (금요일)                  |  | 편집 |

| 2023년 7월 21일 (금요일) |  | 편집 |

| \| 2023년 7월 22일 (토요일) \| \| 편집 \| |  |      |
|                                           |  |      |
| 2023년 7월 22일 (토요일)                  |  | 편집 |

| 2023년 7월 22일 (토요일) |  | 편집 |

| \| 2023년 7월 23일 (일요일) \| \| 편집 \| |  |      |
|                                           |  |      |
| 2023년 7월 23일 (일요일)                  |  | 편집 |

| 2023년 7월 23일 (일요일) |  | 편집 |

| \| 2023년 7월 24일 (월요일) \| \| 편집 \| |  |      |
|                                           |  |      |
| 2023년 7월 24일 (월요일)                  |  | 편집 |

| 2023년 7월 24일 (월요일) |  | 편집 |

| \| 2023년 7월 25일 (화요일) \| \| 편집 \| |  |      |
|                                           |  |      |
| 2023년 7월 25일 (화요일)                  |  | 편집 |

| 2023년 7월 25일 (화요일) |  | 편집 |

| \| 2023년 7월 26일 (수요일) \| \| 편집 \| |  |      |
| 정치와 선거 - 2023년 니제르 쿠데타: 니제르에서 쿠데타가 발생하였다. 모하메드 바줌 대통령은 구금되었다. 서아프리카의 내륙국인 니제르는 1960년 프랑스에서 독립한 이후 다섯 차례 쿠데타가 있었으며, 이번이 여섯 번째 쿠데타이다. 문화 - 이탈리아 로마의 포시즌스 호텔 부지 밑에서 로마 제국 네로 황제의 극장이 발견되었다. |  |      |
| 2023년 7월 26일 (수요일) |  | 편집 |

| 2023년 7월 26일 (수요일) |  | 편집 |

| \| 2023년 7월 27일 (목요일) \| \| 편집 \| |  |      |
|                                           |  |      |
| 2023년 7월 27일 (목요일)                  |  | 편집 |

| 2023년 7월 27일 (목요일) |  | 편집 |

| \| 2023년 7월 28일 (금요일) \| \| 편집 \| |  |      |
|                                           |  |      |
| 2023년 7월 28일 (금요일)                  |  | 편집 |

| 2023년 7월 28일 (금요일) |  | 편집 |

| \| 2023년 7월 29일 (토요일) \| \| 편집 \| |  |      |
| 사고와 재해 - 태풍 독수리: 2023년 제5호 태풍인 독수리[Doksuri, 다른 이름: 에가이(Egay)]가 28일 푸젠성 상륙이후 북북서 방향으로 진행하며 급격히 세력이 약해지고 소멸되었다. 태풍으로 많은 비가 내리면서 최소 30명 이상이 숨지고, 70만 명 이상의 이재민이 발생하였다. |  |      |
| 2023년 7월 29일 (토요일) |  | 편집 |

| 2023년 7월 29일 (토요일) |  | 편집 |

| \| 2023년 7월 30일 (일요일) \| \| 편집 \| |  |      |
|                                           |  |      |
| 2023년 7월 30일 (일요일)                  |  | 편집 |

| 2023년 7월 30일 (일요일) |  | 편집 |

| \| 2023년 7월 31일 (월요일) \| \| 편집 \| |  |      |
|                                           |  |      |
| 2023년 7월 31일 (월요일)                  |  | 편집 |

| 2023년 7월 31일 (월요일) |  | 편집 |

| <          | 2023년 7월 | 2023년 7월  | 2023년 7월 | 2023년 7월 | 2023년 7월 | >           |
| 일         | 월         | 화          | 수         | 목         | 금         | 토          |
|            |            |             |            |            |            | 1 5.14 경신 |
| 2 15 신유  | 3 16 임술  | 4 17 계해   | 5 18 갑자  | 6 19 을축  | 7 20 병인  | 8 21 정묘   |
| 9 22 무진  | 10 23 기사 | 11 24 경오  | 12 25 신미 | 13 26 임신 | 14 27 계유 | 15 28 갑술  |
| 16 29 을해 | 17 30 병자 | 18 6.1 정축 | 19 2 무인  | 20 3 기묘  | 21 4 경진  | 22 5 신사   |
| 23 6 임오  | 24 7 계미  | 25 8 갑신   | 26 9 을유  | 27 10 병술 | 28 11 정해 | 29 12 무자  |
| 30 13 기축 | 31 14 경인 |             |            |            |            |             |

| - 2023년 - 6월 - 7월 - 8월 편집하기 |